# Town of Gawler
Town of Gawler is een Local Government Area (LGA) in de Australische deelstaat Zuid-Australië. De hoofdplaats is Gawler.

## Voetnoten
1. ↑  abs.gov.au, ABS (2005)